# Den røde rubin
Den røde rubin er en dansk film fra 1969, der bygger på Agnar Mykles roman Sangen om den røde rubin.

## Filmen
- Manuskript Annelise Meineche og John Hilbard.
- Instruktion Annelise Meineche.

Blandt de medvirkende kan nævnes:
- Ole Søltoft
- Ghita Nørby
- Lotte Horne
- Annie Birgit Garde
- Gertie Jung
- Lizzi Varencke
- Lykke Nielsen
- Lisbet Lundquist
- Elin Reimer
- Henny Lindorff
- Lise-Lotte Norup
- Tove Maës
- Kirsten Passer
- Paul Hagen
- Karl Stegger
- Per Pallesen
- Claus Ryskjær
- Poul Bundgaard
- Erik Paaske
- Arthur Jensen
- Knud Hallest
- Miskow Makwarth
- Jørgen Weel